# Buesaco
Buesaco – miasto w Kolumbii, w departamencie Nariño.